# Сколевская городская община
Сколевская городская общи́на (укр. Сколівська міська громада) — территориальная община в Стрыйском районе Львовской области Украины.
Административный центр — город Сколе.
Население составляет 20 420 человек. Площадь — 574,3 км².

## Населённые пункты
В состав общины входит 1 город (Сколе), 1 посёлок (Верхнее Синевидное) и 15 сёл:
- Гребенов
- Дубина
- Каменка
- Коростов
- Корчин
- Крушельница
- Межиброды
- Нижнее Синевидное
- Подгородцы
- Побук
- Сопот
- Тышивница
- Труханов
- Урыч
- Ямельница